# Sporting Praia Cruz
L'Sporting Praia Cruz és un equip de futbol de São Tomé i Príncipe que milita a la primera divisió del Campionat de São Tomé i Príncipe de futbol, el torneig de futbol més important del país.

## Història
Va ser fundat a l'illa de São Tomé i és l'equip que més cops ha obtingut del Campionat de São Tomé i Príncipe de futbol amb 7 títols de lliga, encara que es diu que va guanyar el de la temporada de 1997, però una apel·lació del Vitòria va fer que no guanyés aquest títol, que al final no va ser acreditat a ningú. També ha estat campió de copa en 6 ocasions, 2 supercopes i han guanyat la Lliga de São Tomé de futbol en 7 ocasions.
A nivell internacional han participat en 2 tornejos continentals, el primer d'ells va ser la Lliga de Campions de la CAF 2014, en la qual van ser eliminats en la ronda preliminar pel Stade Malien de Mali, amb el detall que van ser el primer club de Sao Tomé i Principe a guanyar un partit en competicions continentals.

## Palmarès
Nacional:
- Campionat de São Tomé i Príncipe de futbol: 8

1982, 1985, 1994, 1999, 2007, 2013, 2015, 2016
- Taça Nacional de São Tomé e Principe: 6

1982, 1993, 1994, 1998, 2000, 2015
- Supertaça de São Tomé e Príncipe: 5

1999, 2000, 2013, 2015, 2016
Regional:
- Lliga de São Tomé de futbol: 9

1982, 1985, 1994, 1999, 2007, 2012, 2013, 2015, 2016
- Taça Regional de São Tomé: 3

1982, 1994, 2015
Altres:
- Taça Solidaridade de São Tomé e Príncipe: 1

1999
Internacional
- Lliga de Campions de la CAF: 2 aparicions

2014 Ronda Preliminar
 Stade Malien: 3–2, 5–0
2016 Ronda Preliminar
 Warri Wolves FC: Sporting Praia Cruz abandona el torneig per problemes financers

## Resultat del campionat entre illes
| Temporada | Divisió | Posició | Jugats | Guanya | Empata | Perd | GF | GC | GD  | Punts | Copa             | Qualificació/descens                   |
| --------- | ------- | ------- | ------ | ------ | ------ | ---- | -- | -- | --- | ----- | ---------------- | -------------------------------------- |
| 2011      | 2       | 2       | 21     | 12     | 4      | 5    | 41 | 23 | +18 | 40    |                  | Cap                                    |
| 2012      | 2       | 1       | 18     | 16     | 0      | 2    | 40 | 12 | +28 | 48    |                  | Classificat al Campionat Nacional 2012 |
| 2013      | 2       | 1       | 18     | 14     | 4      | 0    | 56 | 8  | +48 | 46    | Quart-finalistes | Classificat al Campionat Nacional 2013 |
| 2014      | 2       | 2       | 18     | -      | -      | -    | -  | -  | -   | -     |                  | Cap                                    |
| 2015      | 2       | 1       | 18     | -      | -      | -    | -  | -  | -   | 35    | Campió Nacional  | Classificat al Campionat Nacional 2015 |
| 2016      | 2       | 1       | 22     | 17     | 2      | 3    | 45 | 16 | -29 | 53    |                  | Classificat al Campionat Nacional 2016 |
| 2017      | 2       | 2       | 22     | -      | -      | -    | -  | -  | -   | 40    | Finalista        | Cap                                    |